# Nu tändas åter ljusen i min lilla stad
Nu tändas åter ljusen i min lilla stad är en sång skriven av Per-Martin Hamberg år 1944,  och publicerad under pseudonymen Erik Decker.
Sångtexten handlar om hemstaden Östersund, som Hamberg särskilt under de första åren i Stockholm kände stark hemlängtan till. Många lulebor har dock valt att tro att det är deras hemstad som luleåsonen Gunnar Wiklund sjunger om i visan. Hamberg använde sin mors släktnamn i pseudonymens efternamn.

## Inspelningar
Sången spelades in av bland andra Lasse Lönndahl 1959 som "Nu tändas åter ljusen i vår lilla stad"  och Gunnar Wiklund, som fick en hit med den och senare var den på Svensktoppen med honom 1975. 
Andra som sjungit in melodin på skiva är den svenska orkestern The Telstars på albumet Spelstars 1974, och den finns också inspelad med Vikingarna på samlingsalbumet Bästa kramgoa låtarna 2 från 2007.